# Polissena Condulmer

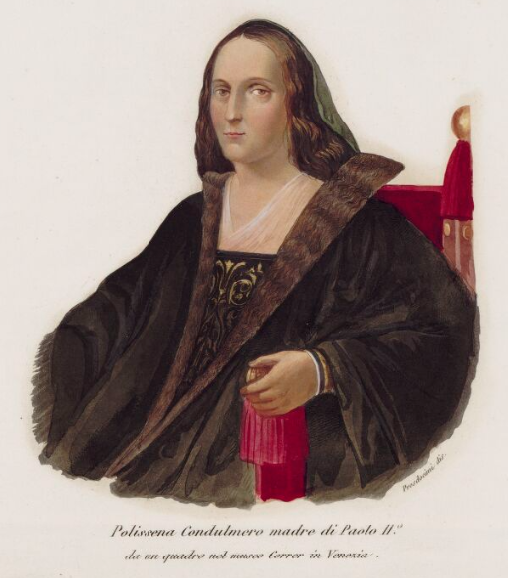
Ritratto di Polissena Condulmer

Stemma Condulmer

Polissena Condulmer (Venezia, ... – Roma, 1467) è stata una nobildonna italiana.

## Biografia
Era l'unica figlia femmina di Angelo Condulmer e di Francesca Bariola Correr.  
Divenne celebre per essere stata madre di papa Paolo II, nipote di papa Gregorio XII, sorella di papa Eugenio IV, zia del cardinale Francesco Condulmer, ava dei cardinali Marco Barbo, Giovanni Battista Zeno e Giovanni Michiel.
Morì nel 1467 a Roma e venne sepolta in una cappella in Vaticano.

## Discendenza
Sposò Niccolò Barbo, da quale ebbe cinque figli:
- Giovanni, morto giovane
- Nicolosa, sposò Lorenzo Michiel
- Paolo (1415-1463), ambasciatore
- Elisabetta (?-1480), a volte indicata come Isabella,
- Pietro (1417-1471), futuro papa Paolo II.